# Оле Брауншвайґ
Оле Брауншвайґ (нім. Ole Braunschweig, 15 листопада 1997) — німецький плавець.
Учасник Олімпійських Ігор 2020 року, де в попередніх запливах на дистанції 100 метрів на спині посів 25-те місце і не потрапив до півфіналів.